# Els Esclotassos
Els Esclotassos és un paratge al terme municipal de Conca de Dalt, a l'antic terme de Claverol, al Pallars Jussà, en territori que havia estat del poble de Claverol. Es troba a llevant de Claverol, a l'esquerra del barranc de la Font de Jaumet. També és a llevant dels Monts i al nord-est del cim de Claverol.